# Pulau Anyer (ö i Indonesien)
Pulau Anyer är en ö i Indonesien.   Den ligger i provinsen Jakarta, i den västra delen av landet, 24 km norr om huvudstaden Jakarta. Arean är 0,10 kvadratkilometer.
Terrängen på Pulau Anyer är platt. Öns högsta punkt är 14 meter över havet. 